# Nebbia (film 1912)
Nebbia (Fog) è un cortometraggio muto del 1912 diretto da Ashley Miller. Prodotto dalla Edison Company e distribuito dalla General Film Company, il film uscì in sala il 13 dicembre 1912.

## Trama
Un signore ricco rimane colpito da amnesia dopo un'aggressione e viene curata da una ragazza povera. Lui recupera la memoria dopo che la fidanzata visita il quartiere dove si trova.

## Produzione
Il film fu prodotto dalla Edison Company.

## Distribuzione
Distribuito dalla General Film Company, il film - un cortometraggio in una bobina - uscì nelle sale cinematografiche statunitensi il 13 dicembre 1912 con il titolo originale Fog.